# حارة الأبرار (صنعاء)
حارة الأبرار هي إحدى حارات حي السنينة بمديرية معين إحد مديريات العاصمة اليمنية صنعاء، بلغ تعداد سكانها 958 نسمة حسب تعداد اليمن لعام 2004.